# Puerto de Navafría
Puerto de Navafría är ett bergspass i Spanien.   Det ligger i provinsen Provincia de Madrid och regionen Madrid, i den centrala delen av landet, 60 km norr om huvudstaden Madrid. Puerto de Navafría ligger 1 775 meter över havet.
Terrängen runt Puerto de Navafría är lite bergig. Runt Puerto de Navafría är det glesbefolkat, med 9 invånare per kvadratkilometer. Närmaste större samhälle är La Cuesta, 16,3 km nordväst om Puerto de Navafría. Trakten runt Puerto de Navafría består i huvudsak av gräsmarker.